# El Samurai
Osamu Matsuda (松田 納, Matsuda Osamu) (松田 納, Matsuda Osamu?) (nascido em 19 de abril de 1966) é um  lutador profissional japonês, que é mais conhecido por seu trabalho na New Japan Pro Wrestling, e é mais conhecido pelo seu nome artístico de El Samurai.

## Carreira no wrestling profissional

### Os primeiros anos (1986–1992)
Osamu Matsuda se formou no ensino médio em 1985, e no mesmo ano juntou-se ao Dojo da NJPW. Ele estreou em julho de 1986 e passou alguns anos trabalhando no Midcard, lutando com nomes como Kensuke Sasaki, Kenichi Oya, e Takayuki Iizuka. Em Março de 1991, ele foi em uma excursão de aprendizagem para o México, e, enquanto trabalhava para a empresa mexicana UWA, começou a usar uma máscara e o nome de ringue de El Samurai.

### New Japan Pro Wrestling (1992–2008)
El Samurai retornou a NJPW em Março de 1992. Um mês depois, ele chegou às finais do torneio Melhor dos Super-Juniores, no qual ele perdeu para Jyushin Thunder Liger. Dois meses mais tarde, ele derrotou Liger pelo IWGP Junior Heavyweight Championship. Ele perderia o título para o Ultimo Dragon , em novembro de 1992. Durante esse tempo, ele iria constantemente lutar em parceria com Takayuki Iizuka e Akira Nogami em combates de duplas de múltiplos-homens.
Em abril de 1994, El Samurai entrou no torneio Super J-Cup; ele derrotou Masayoshi Motegi na primeira rodada, antes de perder para O Great Sasuke nas quartas de final. Em dezembro de 1995, ele entrou no segundo torneio Super-J Cup, mas ele não se deu tão bem como no ano anterior, ele perdeu para Dos Caras na primeira rodada. Em agosto de 1996, participou de um torneio para determinar o primeiro campeão J-Crown. No tempo, El Samurai foi o campeão dos Meio-Pesados da WWF. Ele derrotou Gran Hamada na primeira rodada, perdendo para o eventual vencedor, O Great Sasuke nas quartas de final.
Em 1997, El Samurai passou a utilizar um novo traje e ganhou o torneio O Melhor do Super Junior, derrotando Koji Kanemoto na rodada final, durante o combate sua máscara foi rasgado completamente de seu rosto. O combate mais tarde ganhou uma avaliação de cinco estrelas pelo Dave Meltzer do Wrestling Observer. Um mês depois, ele derrotou Liger para ganhar o J-Crown, a qual, na época, era composta por sete unificaçoes do Junior Heavyweight Championship, devido a Liger ter perdido um dos oito títulos (o War International Junior Heavyweight Championship) antes da disputa do título contra El Samurai. Em Março de 2001, ele e Liger ganharam juntos o IWGP Junior Heavyweight Tag Team Championship.
Em abril de 2004, El Samurai foi por vontade própria sem máscara pela primeira vez desde que adotou o personagem, usando seu verdadeiro nome, Osamu Matsuda, para um combate contra Osamu Nishimura, mas foi por uma noite somente. Até o final de janeiro de 2005, quando foi desmascarado novamente em uma MUGA-style match contra Shinsuke Nakamura. Embora El Samurai não tenha sido um top contender na dvisão Junior da NJPW por alguns anos, ele ainda continuou sendo veterano na divisão, recentemente, ganhando pela segunda vez o IWGP Junior Heavyweight Tag Team Championship, desta vez com o estreante Ryusuke de Taguchi.
No dia 1 de fevereiro de 2008, NJPW concordou em deixar El Samurai sair da empresa depois que seu contrato expirassem, devido a lesões que ele vinha sofrendo que limitavam suas aparições no final de 2007 e início de 2008.

### Freelance (2008–presente)
Em 17 de fevereiro, El Samurai apareceu na All Japan Pro Wrestling, ajudando Kaz Hayashi e Shuji Kondo, contra NOSAWA Rongai e MAZADA. Em 8 de Maio de 2010, El Samurai retornou a NJPW para participar do torneio que acontecia pelo IWGP Junior Heavyweight Tag Team Championship que estava vago. El Samurai junto a seu parceiro e ex-rival Koji Kanemoto, avançou para a final do torneio, onde derrotou o time de Prince Devitt e Ryusuke Taguchi para ganhar os títulos. No dia 19 de julho, Kanemoto e El Samurai perderam os títulos para Devitt e Taguchi.

## No wrestling
- Movimentos de finalização
  - Chickenwing armlock, às vezes com o neckscissors
  - Samurai Bomb (Kneeling one shoulder powerbomb)
  - Samurai Clutch (Reverse side roll cradle) – adotado do Osamu Kido
- Signature moves
  - Cross armbreaker
  - DDT, às vezes inverted
  - Diving elbow drop
  - Diving headbutt
  - Frankensteiner
  - German suplex
  - Hurricanrana
  - Kneeling reverse piledriver
  - Plancha
  - Suicide dive
  - Tornado DDT
- Músicas de entrada
 
  - "The Unforgiven" por Robert Tepper (1988–1992)
  - "Terrible Gift" por Osamu Suzuki (1992–presente)

## Campeonatos e realizações
- Michinoku Pro Wrestling
  - British Commonwealth Junior Heavyweight Championship (1 vez)
- New Japan Pro Wrestling
  - IWGP Junior Heavyweight Championship (2 times)
  - IWGP Junior Heavyweight Tag Team Championship (3 times) – com Jyushin Thunder Liger (1), Ryusuke Taguchi (1) e Koji Kanemoto (1)
  - J-Crown (1 vez)
  - NWA World Welterweight Championship (1 vez)
  - UWA World Junior Light Heavyweight Championship (2 vezes)
  - WWA World Junior Light Heavyweight Championship (2 vezes)
  - Best of the Super Juniors (1997)
  - DREAM* Win Junior Tag Team Tournament (2002) – com Gedo
  - G1 Climax Junior Heavyweight Tag League (2001) – Jyushin Thunder Liger
  - One Night's Captain's Fall Tournament (1994) – com Great Sasuke, Gran Hamada e Shinjiro Ohtani
  - Super J Tag Tournament (2010) – com Koji Kanemoto
- Social Pro Wrestling Federation
  - One Night Junior Heavyweight Tournament (1994)
- Universal Wrestling Association
  - UWA World Junior Heavyweight Championship (2 vezes)
  - UWA World Middleweight Championship (1 vez)
  - WWF Light Heavyweight Championship (2 vezes)1
- Wrestle Association "R"
  - WAR International Junior Heavyweight Tag Team Championship (1 time) – com Jyushin Thunder Liger
- Wrestling Observer Newsletter
  - Combate 5 Estrelas (1992) vs. Jyushin Thunder Liger em 30 de Abril
  - Combate 5 Estrelas (1997) vs. Koji Kanemoto em 5 de Junho
  - Most Improved Wrestler (1992)

1Nenhum reinado antes de dezembro de 1997, é reconhecido oficialmente pela WWE.